# Arie Hassink
Arend Hendrik "Arie" Hassink (nascido em 9 de dezembro de 1950) é um ex-ciclista holandês.
Competiu representando os Países Baixos nos Jogos Olímpicos de Montreal 1976 nos 100 km contrarrelógio por equipes e na prova de estrada individual, terminando na 17ª e 25ª posição, respectivamente.
Hassink venceu o Omloop der Kempen (1971 e 1976), Volta a Colônia (1978) e o Tour de Olympia (1977 e 1978); também venceu etapas individuais do Tour de Olympia em 1972, 1973, 1976 e 1982.
Seus filhos, Areke e Arne, também se tornaram ciclistas profissionais.